# Kiewer Orthodoxe Theologische Akademie

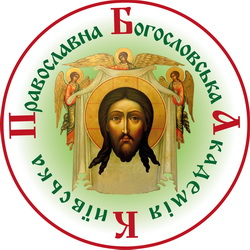
Kiewer Orthodoxe Theologische Akademie (Logo)

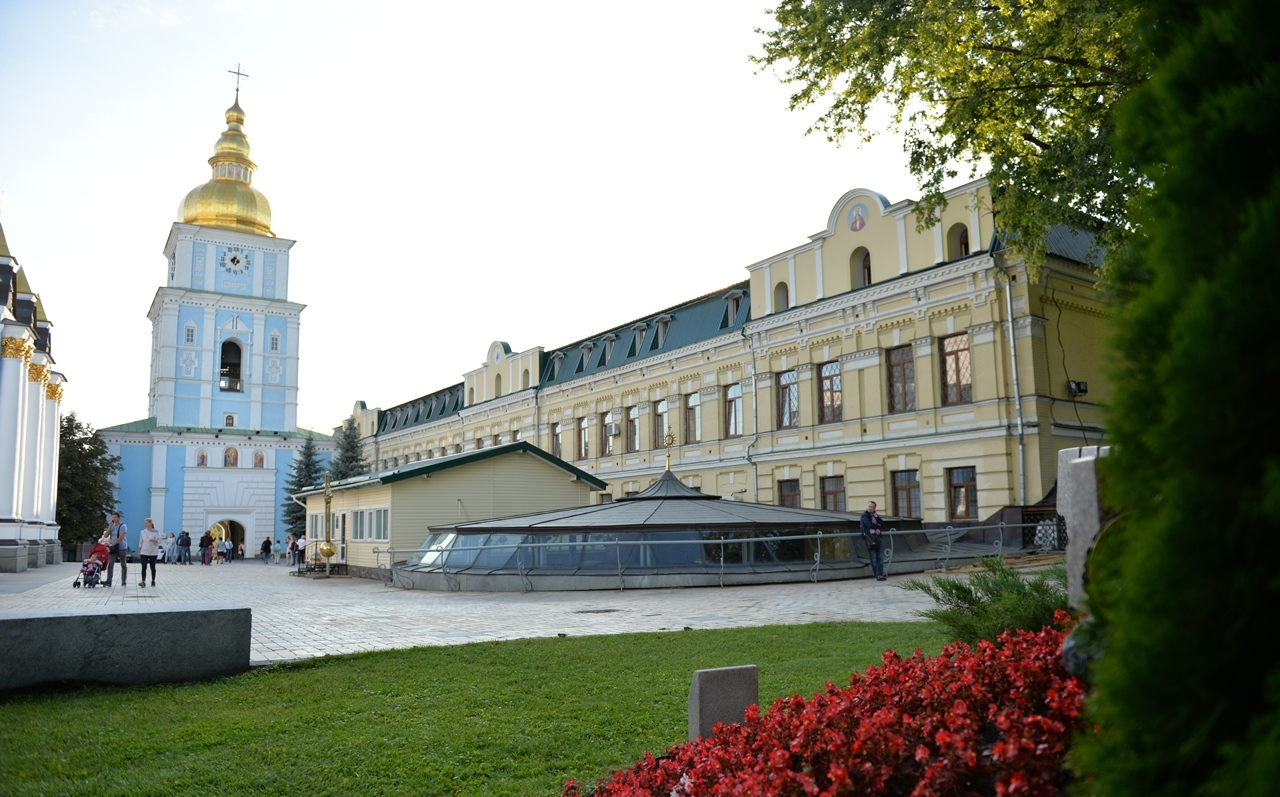
Lehrgebäude der Akademie (rechts)

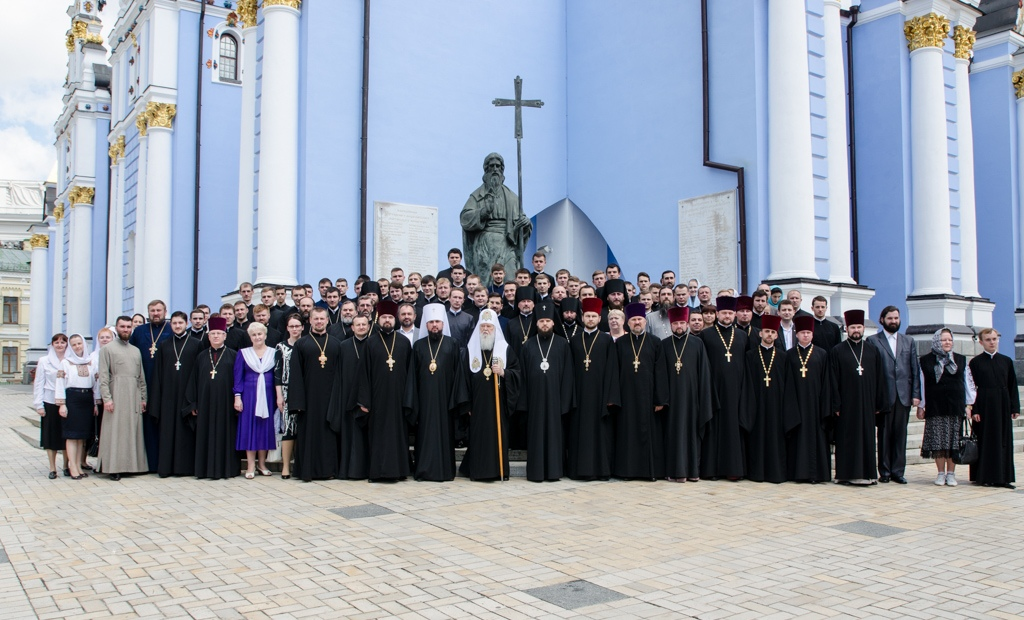
KPBA-Abschlussfeier 2016

Die Kiewer Orthodoxe Theologische Akademie (ukrainisch Київська православна богословська академія, Abk. КПБА / KPBA) ist eine theologische Hochschule der Orthodoxen Kirche der Ukraine. Es ist die höchste religiöse Bildungseinrichtung der orthodoxen Kirche in der Ukraine. Ihr Rektor ist Oleksandr Trofymljuk.
Die Einrichtung bildet Priester, Geistliche und anderes kirchliches Personal aus. Sie wurde 1992 gegründet und befindet sich auf dem Gelände des St. Michaelsklosters, ein Mönchskloster am Michaelplatz im Kiewer Rajon Schewtschenko, Ukraine, dem Sitz der Orthodoxen Kirche der Ukraine. Ihre Geschichte geht auf die der Kiewer Mohyla-Akademie zurück, von der auch andere Institutionen die Nachfolge für sich beanspruchen. Die Kiewer Mohyla-Akademie (1659–1817) war die erste höhere Bildungseinrichtung in Kiew, die ebenfalls 1992 gegründet Nationale Universität Kiew-Mohyla-Akademie ist eine moderne ukrainische Hochschuleinrichtung.
Das akademische Gebäude der Akademie befindet sich neben dem mit einer goldenen Kuppel versehenen Kloster St. Michael. Die Akademie nutzt die Kirche St. Johannes der Apostel und Evangelist als ihre Kirche.
Der orthodoxe Priester und Dozent an der Kiewer Orthodoxen Theologischen Akademie Sergiy Berezhnoy beispielsweise war einer der Unterzeichner des Aufrufs zum Ausschluss der Russisch-Orthodoxen Kirche aus dem Ökumenischen Rat der Kirchen vom 23. Juli 2022.